# The One I Love (R.E.M.-sang)
"The One I Love" er en sang af det amerikanske alternative rockband R.E.M. Den blev udgivet på gruppens femte studiealbum, Document, og som en 7" LP single i 1987. "The One I Love" blev deres første hitsingle, og den nåede nummer 9 på den amerikanske Billboard Hot 100, nummer 14 i Canada, og senere nummer 16 i på UK singles chart da den blev genudgivet i 1991. Sangen er inkluderet i Activisions spil Guitar Hero World Tour og Guitar Hero On Tour: Decades.
Den tilhørende musikvideo blev instrueret af Robert Longo med hjælp fra Alton Brown, der senere blev ansat på Food Network.
I marts 2005 placerede musikmagasinet Q "The One I Love" som nummer 57 på deres liste over de 100 bedst guitarnumre (100 Greatest Guitar Tracks). I 2012 listede Slant Magazine sangen som den 38. bedste single fra 1980'erne.
Sangen er inkluderet på gruppens livealbum R.E.M. Live, der udkom i 2007.

## Tekst og mening
Nummeret er ironisk nok blevet en populær sang for folk at få spillet i radioen til deres kære, som følge af en udbredt misforståelse af teksten "This one goes out to the one I love" ("den her går du til den jeg elsker"). Den efterfølgende tekst i samme vers modsiger dog, at det er en kærlighedssang, og anslår et mørkere og mere manipulerende tema: "A simple prop to occupy my time" ("en simpel rekvisit til at bruge min tid").
Stipe udtalte i 1987 til Rolling Stone, at "jeg har altid ladet mig være temmelig åben overfor fortolkninger. Det er sandsynligvis bedre at de tror det er en kærlighedssang på nuværende tidspunkt." I et interview fra januar 1988-udgaven af Musician sagde han dog, at sangen var "utroligt voldelig" og tilføjede "det er meget klart, at den handler om at bruge folk igen og igen".
Sangen indeholder kun tre vers, hvoraf de to første er identiske. Det tredje vers ændrer "a simple prop to occupy my time" til "another prop has occupied my time." Omkvædet består udelukkende af ordet "fire", der bliver gentaget henover baggrundsvokalen "She's coming down on her own now/Coming down on her own" (sunget af Mike Mills).

## Spor
Alle sange er skrevet af Bill Berry, Peter Buck, Mike Mills og Michael Stipe medmindre andet er angivevt.
1. "The One I Love" - 3:16
2. "Maps and Legends" (Live)1 - 3:15

### 12": IRS / IRS-23792 (USA)
Side et
1. "The One I Love" - 3:16

Side to
1. "The One I Love" (Live)1 - 4:06
2. "Maps and Legends" (Live)1 - 3:15

### 12": IRS / IRMT 146 (Storbritannien)
1. "The One I Love" - 3:16
2. "Last Date" (Floyd Cramer) - 2:16
3. "Disturbance at the Heron House"1 - 3:26

1 Indspillet i McCabe's Guitar Shop, Santa Monica, Californien den 24. maj 1987.
Visse udgivelser opgiver liveudgaven af "The One I Love" som "This One Goes Out".

## Hitlister
| Hitlsiter (1987/1991)                 | HØjeste placering |
| ------------------------------------- | ----------------- |
| Australien (Kent Music Report)        | 84                |
| Canadian Hot 100                      | 11                |
| Dutch Singles Chart                   | 69                |
| German Singles Chart                  | 812               |
| Irish Singles Chart                   | 52                |
| UK Singles Chart                      | 161               |
| U.S. Billboard Hot 100                | 9                 |
| U.S. Billboard Mainstream Rock Tracks | 2                 |

- 1 - Single nåede oprindeligt nummer 51 i Storbritannien. Den nåede nummer 16 i 1991 efter sangen blev genudgivet
- 2 - Nåede kun hitlisten i 1991 efter sangens genudgivelse.